# 일산소화효소
일산소화효소(一酸素化酵素, 영어: monooxygenase) 또는 모노옥시제네이스는 산소 분자(O2)로부터 한 개의 산소 원자는 기질에 결합시키고, 나머지 한 개는 물로 환원시키는 반응을 촉매하는 효소로 산화환원효소의 한 종류이다. 일산소화효소가 촉매하는 반응에서 산소 분자(O2)의 두 산소 원자(O)는 NAD(P)H가 수반되는 산화에 의해 하나는 기질의 하이드록실기(-OH)로 다른 하나는 물(H2O) 분자로 환원된다.

## 분류
일산소화효소는 전자전달 과정을 촉매하는 산화환원효소의 한 부류이다.

## 같이 보기
- 산화환원효소
- 산소화효소
- 이산소화효소
- 사이토크롬 P450